# 1660
1660 (MDCLX) a fost un an bisect al calendarului gregorian, care a început într-o zi de marți.

## Evenimente

#### Nedatate
- Declarația de la Breda: Document emis de regele exilat Carol II la Breda, Olanda prin care făcea anumite promisiuni în schimbul revenirii sale pe tronul Angliei.
- Anglia: Restaurația Stuarților.

## Nașteri
- 12 martie: Zofia Czarnkowska Opalińska, nobilă poloneză, bunica maternă a reginei Franței, Maria Leszczyńska (d. 1701)
- 5 iunie: Sarah Churchill, Ducesă de Marlborough (d. 1744)
- Daniel Defoe (n. Daniel Foe), romancier, pamfletar și jurnalist britanic (d. 1731)

## Decese
- 2 februarie: Gaston, Duce de Orléans (n. Gaston Jean Baptiste de France), 51 ani, fiu al regelui Henric al IV-lea al Franței și al Mariei de Medici (n. 1608)
- 10 februarie: Judith Leyster, 50 ani, pictoriță olandeză (n. 1609)
- 6 aprilie: Mihnea al III-lea, domnitor al Țării Românești (n. ?)
- 7 iunie: Gheorghe Rákóczi al II-lea, 39 ani, principe al Transilvaniei (n. 1621)
- 6 august: Diego Velázquez (n. Diego Rodriguez de Silva y Velázquez), 61 ani, pictor spaniol (n. 1599)
- 24 decembrie: Mary de Orange (n. Mary Henrietta), 29 ani, fiica regelui Carol I al Angliei și mama regelui William al III-lea al Angliei (n. 1631)